# Temple bouddhiste
Un temple bouddhiste ou temple bouddhique est un lieu de culte destiné aux pratiquants du bouddhisme. Le stūpa, le chörten, la pagode et le wat sont des exemples de structures architecturales typiques de ces temples.

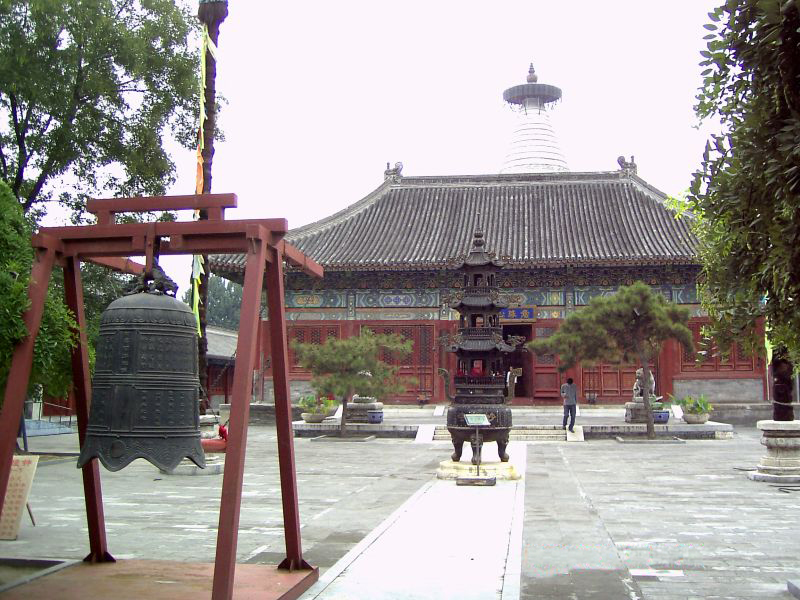
Temple Miaoying à Pékin, Chine
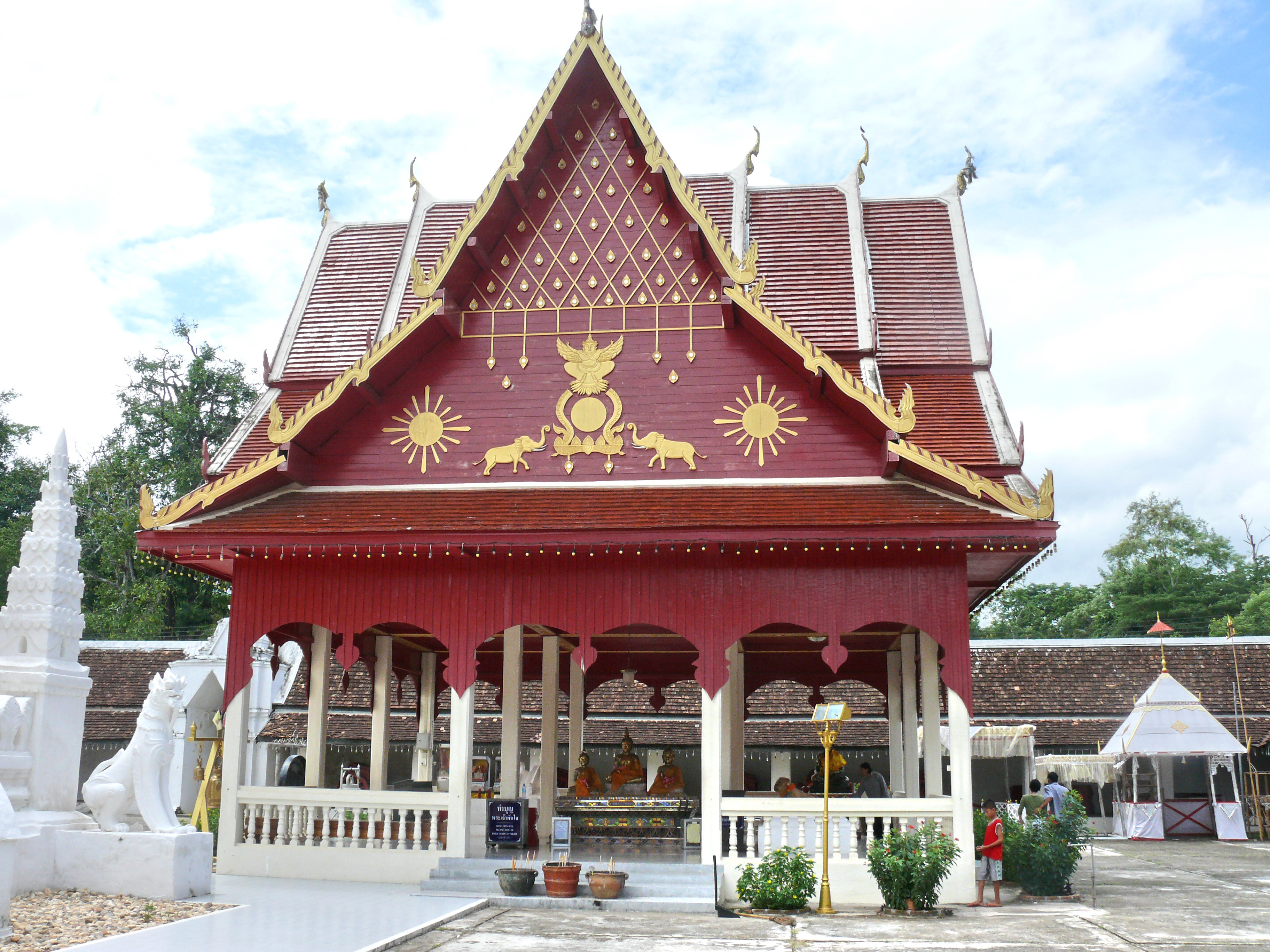
Mondop, Wat Phra That Chae Haeng, Nan, Thaïlande.
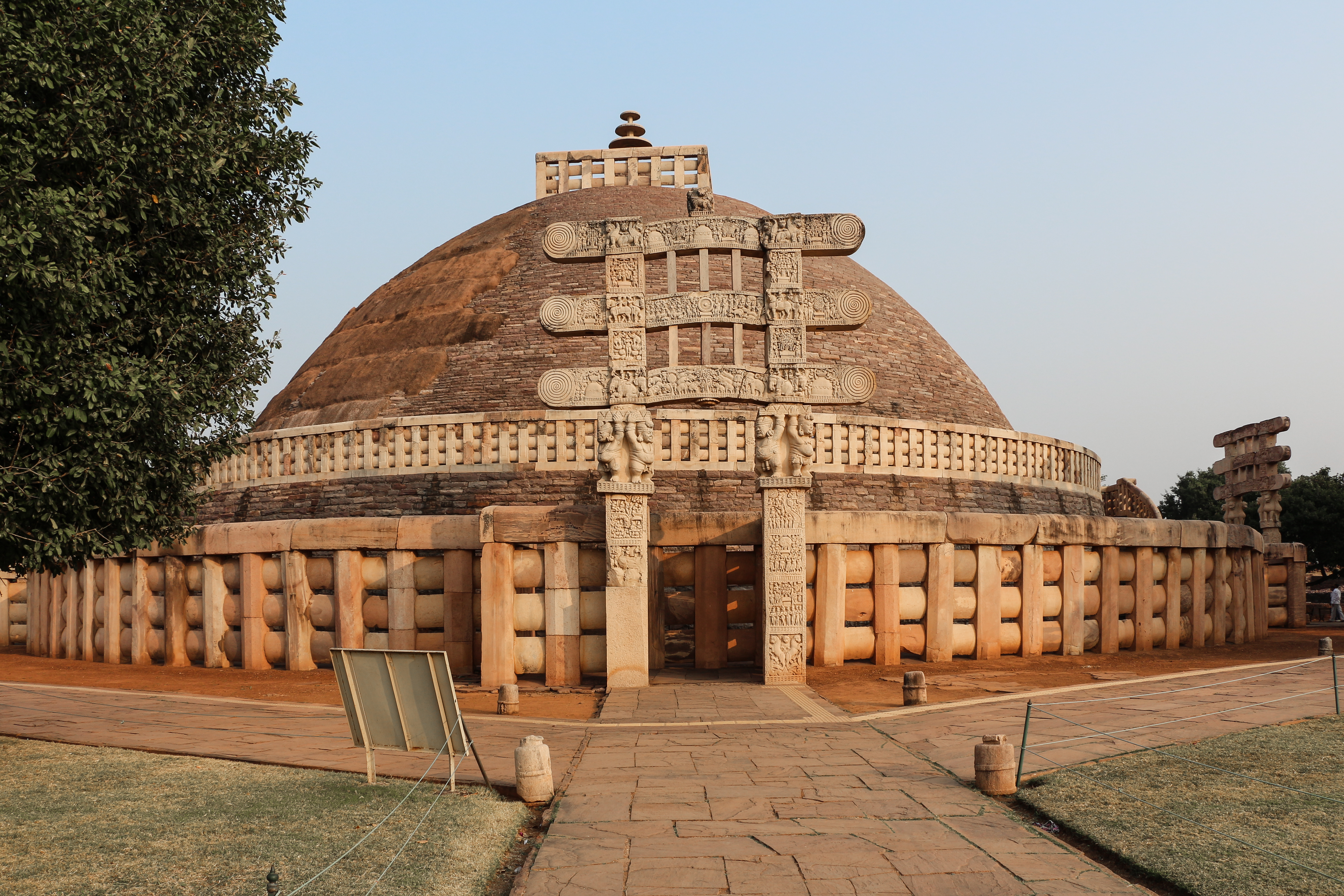
Le Grand Stûpa de Sânchî.
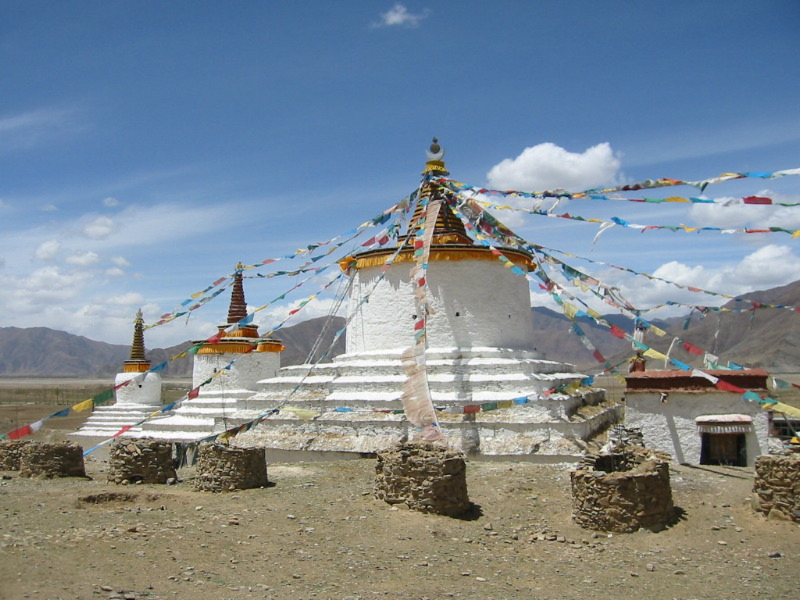
Un chörten au Tibet.
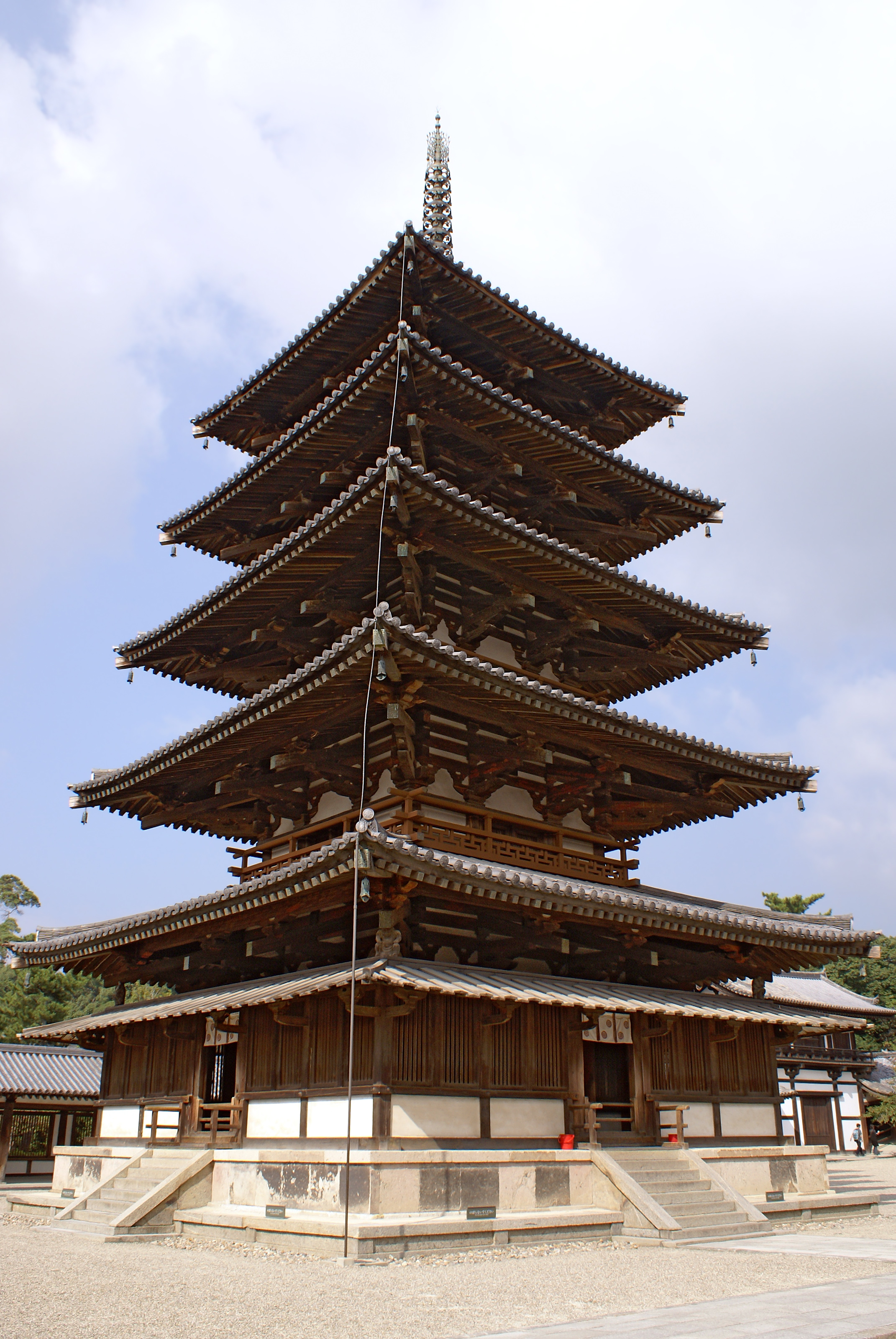
Pagode à Hōryū-ji à Nara, Japon.
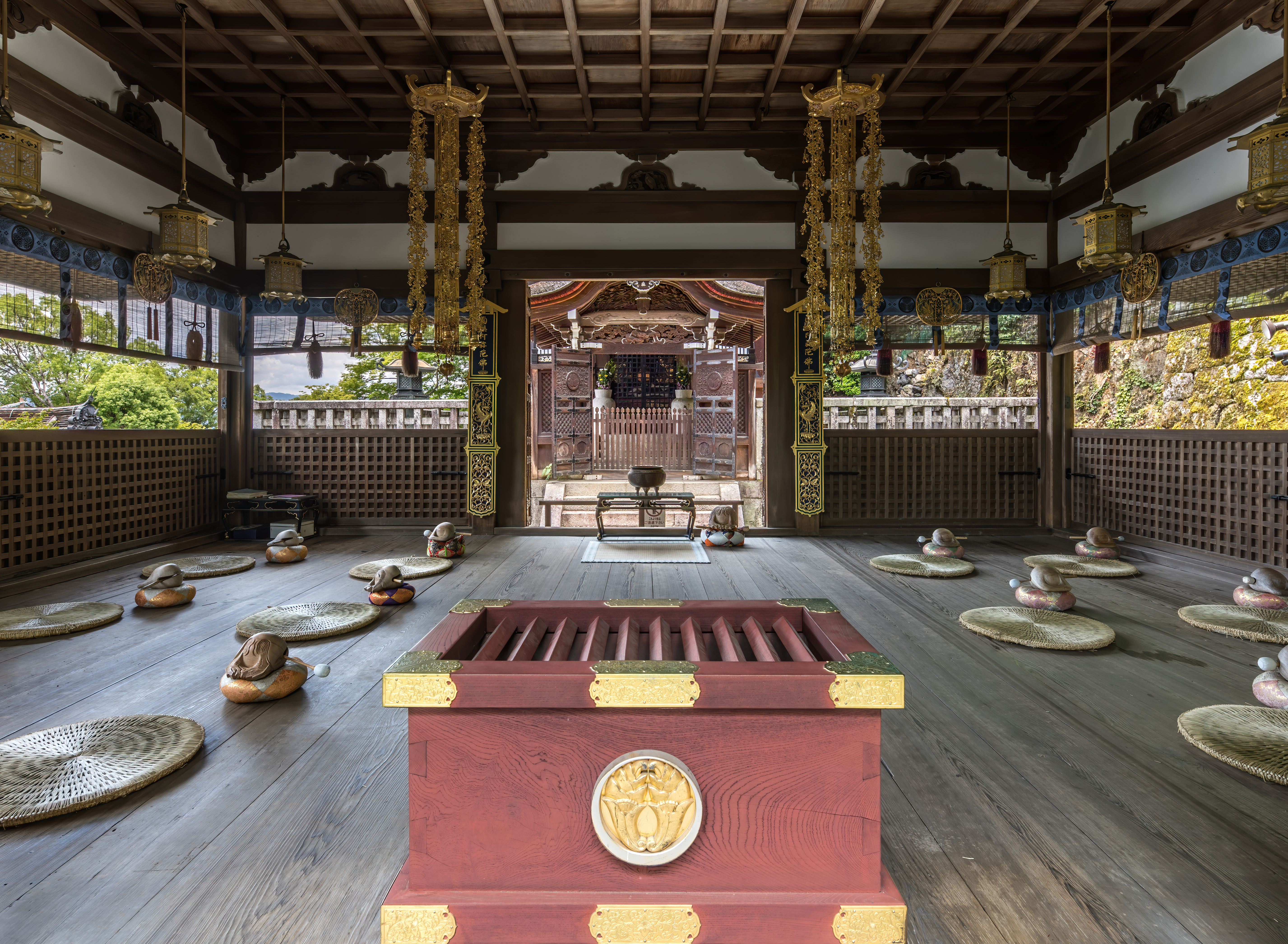
Vue intérieure du temple bouddhiste Hounen Jonin Gobyo (Tombe) avec un coffre en bois rouge, des tapis en paille ronds individuels et des objets religieux, à l'intérieur du vaste complexe de Chion-in, arrondissement de Higashiyama-ku, Kyoto, Japon. Juin 2019.